# Trigonognathus kabeyai
Trigonognathus kabeyai, vrsta morskih pasa iz porodice svjetlučavaca (Etmopteridae). T. kabeyai iz sjeverozapadnog Pacifikajedini je predstavnik svog roda.
Žive na dubinama od 330 do 360 metara. Maksimalno naraste 53.9 cm (ženka), mužjaci su nešto manji, 47.0 cm. Najteži uhvaćeni primjerak težio je 425.60 g.